# Корнилов, Владимир Григорьевич
Владимир Григорьевич Корни́лов (1923—2002) — русский советский писатель, публицист и общественный деятель.
Создал и более 27 лет возглавлял Костромскую организацию Союза писателей, всячески поддерживая и воспитывая целое поколение костромских прозаиков и поэтов. Почётный гражданин города Костромы. Автор 24 отдельных литературных публикаций и переизданий, а также более 100 публикаций в СМИ. Член Совета Старейшин Союза писателей России. За свою активную и принципиальную общественную позицию получил от костромичей почётное прозвище «Совесть города».

## Биография
Владимир Григорьевич Корнилов родился 22 марта 1923 года в Петрограде (Санкт-Петербург).
Родители:
- отец — Корнилов Григорий Петрович (3.11.1893 — 24.7.1980) — убеждённый большевик, всегда ставивший общественные интересы выше личных. Будучи ответственным работником Наркомлеса, был вынужден часто менять по долгу службы место жительства всей семьи;
- мать — Корнилова (Белова) Лидия Васильевна (26.03.1903 — 03.02.1969) — домохозяйка, получившая прекрасное образование и воспитание; обладала множеством способностей (например: литература, организация и ведение общественных театров, социально-общественная деятельность, проявляла себя как искусный чертежник, художник и т. д.)

С самого раннего детства Корнилов, благодаря работе отца, его командировкам и назначениям, объездил всю страну: Ленинград и Москва, Дальний Восток и Крым, Урал, Вятка, что немало способствовало его наблюдениям за жизнью во всех её проявления. Среднюю школу окончил уже в городе Советске Кировской области в июне 1941 года. Его первые шаги во взрослую жизнь совпали с началом Великой Отечественной войны.
Несмотря на сильную близорукость, Владимир Григорьевич добился направления в действующую армию. По окончании Киевского военно-медицинского училища, эвакуированного в Свердловск (ныне — Екатеринбург), он получил направление на фронт. И даже имея возможность выбора, он попросился в обычную пехотную часть. С сентября 1942 года — на Западном фронте, в отдельном стрелковом батальоне 142-й отдельной стрелковой бригады, военфельдшером, а затем с июля 1943 года — командиром санитарного взвода батальона 633-го стрелкового полка 157-й дивизии. Прошёл с боями Подмосковье, Ржевское направление, Смоленщину, Белоруссию, трижды был ранен. В январе 1944 года (ему ещё не исполнилось и 20-ти лет), под городом Витебском был тяжело ранен (с высокой ампутацией обеих ног). На излечении в различных госпиталях пробыл до октября 1945 года.
Корнилов нашёл в себе мужество и силы преодолеть беду. Он заново учится ходить, обходясь без костылей, только при помощи трости и протезов. В 1946—1952 годах он учится в Литературном институте имени А. М. Горького (Москва), с отличием заканчивает его и направляется на творческую работу в город Куйбышев (ныне — Самара) ответственным секретарём областной писательской организации (1952—1960). Здесь он публикует повесть «Лесной хозяин» (1954), книгу очерков «О людях хороших и разных» (1956), рассказ «Мартовские звёзды» (1957), редактирует литературный альманах «Волга». В Куйбышеве жил по адресу: ул. Маяковского, д.20, кв. 3.
В 1960 году Владимир Григорьевич СП РСФСР направляется в Кострому, создает и возглавляет Костромскую писательскую организацию. В течение 27 лет (1961—1988) он возглавляет её, занимая пост ответственного секретаря, отдавая свои силы и талант помощи молодым авторам, работая над совершенствованием уровня профессионального мастерства костромских литераторов, умножению писательских рядов. Кроме этого Корнилов занимает активную социальную позицию, участвуя в общественной жизни города и области. Здесь же, в Костроме, развёртывается в полную силу и его писательский талант: он создаёт свой главный труд — романную трилогию «Семигорье» (1974), «Годины» (1984), «Идеалист» (1999), отдав ей 35 лет творческой жизни, а также цикл очерков о людях земли костромской и романтическую повесть «Искра» (1995). Уже после его смерти был опубликован сборник замечательных, лирических по форме, но напитанных глубокими философскими размышлениями, рассказов «Мои невесты» (2003).
Невзирая на увечье, Владимир Григорьевич Корнилов старался вести полноценную жизнь и до последних дней сохранял социальную активность. Самостоятельно ходил на протезах только при помощи трости, управлял автомобилем, катался на лыжах, был азартным и умелым охотником и рыбаком. Трижды был женат (от второго брака имеет сына).
Умер 19 июля 2002 года в Костроме от болезни сердца.

## Награды и звания
- Государственная премия РСФСР имени М. Горького (1985) — за романы «Семигорье» и «Годины» (Премия передана на нужды библиотеки села Б. Сандогора Костромского района Костромской области, ныне носящей его имя).
- Три ордена Отечественной войны I степени (01.02.1944[2], 17.05.1944[3], 06.04.1985[4]).
- Орден Дружбы народов (1983).
- Орден «Знак Почёта» (1973).
- Медали и почётные грамоты (всего более 16 наград).
- Почётный гражданин Костромы (1998)[1].
- Областная премия «Признание».
- Член Совета старейшин — Высшего творческого Совета Союза писателей России.

## Творчество
Творчество В. Г. Корнилова представляет несомненную литературную ценность своим трепетным и творческим обращением с русским языком, искусным словотворчеством, пристальным вниманием к истокам русской словесности. Характеры героев и персонажей его произведений всегда проявлены не только благодаря их поступкам, но точным нюансам их лексики. Сюжеты, композиции и выверенность повествования не только общедоступны, но и легко захватывают самый широкий круг читателей, заставляя их искренне сопереживать персонажам.
Литературно-публицистическое творчество В. Г. Корнилова пронизано глубокими философскими идеями о роли человека в Природе и окружающем мире, гармоничном взаимодействию с ними, необходимости обязательного и постоянного саморазвития и самовоспитания своей личности, которые и сегодня не теряют своей самоценности и актуальности.

## Признание
В. Г. Корнилову посвящено более 75 прижизненных и более полутора десятков посмертных публикаций в российских и региональных СМИ.
В соответствии с действующим законодательством Костромской области, имя В. Г. Корнилова присвоено:
- Сандогорской сельской библиотеке имени В. Г. Корнилова — филиалу № 19 муниципального учреждения культуры «Централизованная библиотечная система Костромского района», расположенной по адресу: Костромская область, Костромской район, с. Б. Сандогора, ул. Центральная, д. 4;
- Библиотеке № 5 имени В. Г. Корнилова муниципального учреждения культуры «Централизованная библиотечная система города Костромы», расположенной по адресу: г. Кострома, микрорайон Якиманиха, д. 18.

В 2009 году в интернет-голосовании «Имя земли Костромской», проводимом Комитетом по делам молодёжи Костромской области, в преддверии 65-летия создания Костромской области, имя писателя В. Г. Корнилова одержало убедительную победу, опередив ближайшего соискателя (Ивана Сусанина) на 35 голосов.
Произведения В. Г. Корнилова рекомендованы к изучению в учебных заведениях Костромской области.

## Фонд имени В. Г. Корнилова
В мае 2010 года сыном В. Г. Корнилова, вместе с неравнодушными к его жизни и творчеству лицами, была создана НКО «Гуманитарный фонд „СВЕТ“ имени писателя В. Г. Корнилова», которая занимается сохранением памяти о писателе, распространением его творчества, способствует изучению его философского наследия. На общественных началах создаётся мемориально-жилой комплекс писателя в доме на хуторе Заозерье (Костромская область, Костромской район).